# Fazal Hayat
Fazal Hayat (1974-14 de junho de 2018), mais conhecido por seu pseudônimo Fazlullah (Em Urdu: ملا فضل اللہ) foi um militante islâmico que serviu como o líder do Tehreek-e-Nafaz -e-Shariat-e-Mohammadi, uma organização que visa impor a sua interpretação da Xaria no Paquistão, e foi o líder do Talibã no Vale do Suat.  Em 7 de novembro de 2013, ele se tornou o emir do Talibã paquistanês e presidiu a queda do grupo em facções que muitas vezes estão em guerra umas com as outras. Fazlullah foi acrescentado à lista de procurados do U.S. State Department's Rewards for Justice em 7 de março de 2018. Fazlullah foi morto em um ataque de drones dos EUA no Afeganistão em 14 de junho de 2018. 

## Vida pessoal
Fazal Hayat nasceu em 1974, filho de Biladar Khan, um pachtun do clã Babukarkhel da tribo Yusufzai no distrito do Suat de Khyber Pakhtunkhwa, Paquistão.  Ele se casou com a filha de Sufi Muhammad, o fundador do Tehreek-e-Nafaz-e-Shariat-e-Mohammadi. Há rumores de que Fazullah sequestrou a filha de Sufi Muhammad quando ela era uma estudante no ensino superior. MSNBC, um canal de notícias nos Estados Unidos, obteve uma foto de Fazlullah em janeiro de 2008.